# Electricidad en el Porfiriato
Durante el mandato del Porfiriato,  la industria eléctrica en México dio un paso importante durante 1876-1911, que fue contemporáneo a la Segunda Revolución Industrial etapa de desarrollo occidental que, entre otros elementos, usó a la electricidad por primera vez en la historia. En México, se instaló el alumbrado público y se construyeron generadores que permitieron el desarrollo de otras industrias como la minera y la textil. El país comenzó a demandar electricidad para el desarrollo industrial, al principio autogenerada por la propia empresa, modernización que se lleva a cabo durante el porfiriato.

## Primicias de la electricidad
A finales del siglo XIX, tras varios inventos e innovaciones, se hace popular el foco de luz eléctrica. La mezcla entre inventores como Thomas A. Edison y empresarios como J.P. Morgan o como Nikola Tesla y George Westinghouse, la transformaron en una tecnología revolucionaria. En países como EUA, comenzó a instalarse en el alumbrado público, luego en empresas y finalmente en algunas casas, ya que un gran problema para su generalización eran los cables, que requieren alta tecnología para su forrado.
Aunque antes del porfiriato hubo unos avances en el telégrafo, cuya primera señal la emitió Juan de la Granja en 1850, este medio de comunicación se expandió, junto con el tendido de líneas del ferrocarril también en el porfiriato.

## Inversiones extranjeras

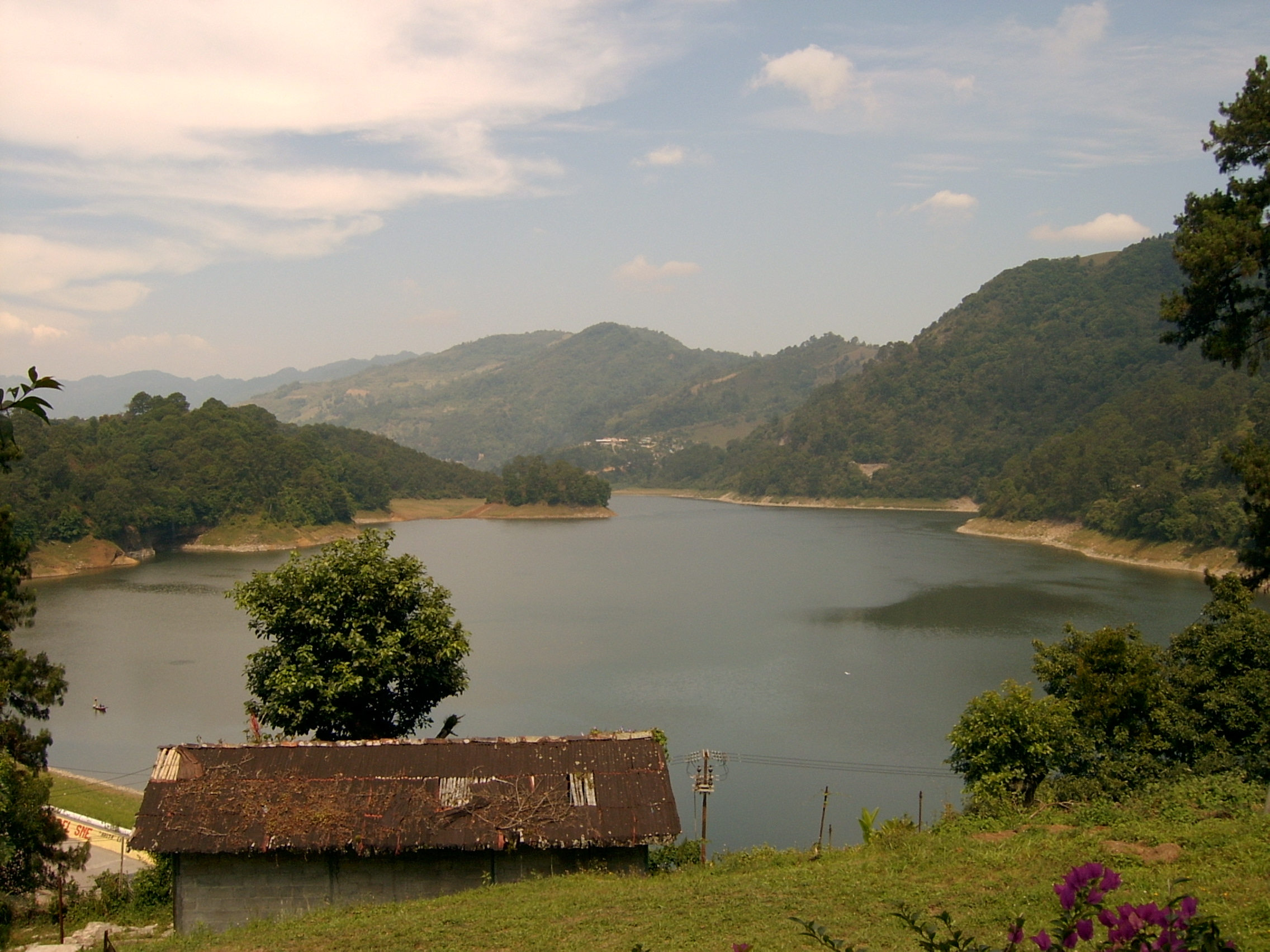
Presa de Necaxa

En el año de 1879 en León, Guanajuato se instaló la primera planta de generación termoeléctrica, que abasteció a una empresa textilera. Tras esto, se comenzó a extender rápidamente esta forma de generar electricidad, para la industria, público y residencial.
En 1881 el alumbrado público comenzó a extenderse a manos de la Compañía Mexicana de Gas y Luz, que inició illuminando unas partes de la capital de la República. La calle de Reforma y la Alameda Central fueron unas de las partes beneficiadas.
La creciente demanda de electricidad atrajo a empresas extranjeras a venir al país en busca de oportunidades de negocio. Porfirio Díaz otorgó concesiones a empresas como The Mexican Power and Light Company, empresa canadiense reconocida en 1903 obtuvo las concesiones para explotar las caídas de agua de los ríos Tenango, Necaxa y Xaltepuxtla, por el área de los Estados de México, Puebla, Hidalgo y Veracruz. Asimismo se inició la explotación de los ríos del Bajío para poder generar electricidad en Guanajuato, Jalisco, Colima y Michoacán.
La iniciativa privada jugó un gran rol en el desarrollo de la industria eléctrica en el país, empresas como The American and Foreign Company (en el norte del país), Mexican Power and Light Company en el centro del país y Compañía Eléctrica de Chapala, establecida en el occidente. La capacidad de generación a principios de siglo XX era de 31mW, los cuales estaban en manos de empresas privadas. The Mexican Light and Power controlaba para 1910 el 80% de la energía eléctrica producida en el país (50mW), uno de los mayores proyectos siendo una hidroeléctrica en Necaxa.
Durante esta época se creó la Comisión Nacional para el Fomento y Control de la Industria de Generación y Fuerza con el fin de ordenar la industria que en aquellos tiempos estaba al control de 3 empresas grandes. Estas empresas compraban a otras más chicas que deseaban entrar al mercado, monopolizaron el sector por lo menos 20 años.
El sur del país fue en el que menos se centró todo el foco de desarrollo, había dos empresas que estaban en el centro y una en el norte. Al igual muchas fábricas, textileras y minas comenzaron a crear sus plantas para abastecerse y vender el restante a los poblados de alrededor. Las concesiones e inversión extranjera viene por la necesidad de abastecer al país de energía eléctrica al igual que desarrollar otro tipo de industrias que necesitan de electricidad para dar el siguiente paso hacia la modernización.

## La electricidad después del porfiriato

Logo de Luz y Fuerza 1903 a 2009

Logo de la Comisión Federal de Electricidad

Tras el estallido de la Revolución mexicana en 1911, se crearon varias ligas de obreros para pelear en contra de las injusticias. Se creó la Liga de Electricistas Mexicanos, la cual propuso protección a los obreros, apoyo moral y técnico. En 1914 se fundó el Sindicato Mexicano de Electricistas (SME), primer sindicato de la industria. El movimiento armado tuvo un profundo efecto en el sector, los trabajadores se manifestaron en contra de las grandes empresas debido a salarios muy bajos a comparación de los extranjeros.
En 1937 menos de la mitad de los mexicanos contaban con electricidad, lo cual presentaba un enorme desafío para el gobierno. No era rentable para las empresas invertir en desarrollar infraestructura y generadores eléctricos para comunidades rurales, y es que ahí se encontraba el 62% de la población. Es por eso que en 1937 se creó la Comisión Federal de Electricidad, empresa paraestatal que tiene como objetivo organizar y controlar un sistema nacional de generación, transmisión y distribución, sin fines de lucro y siempre buscando los intereses generales.
En 1960 se nacionalizó la industria eléctrica por decisión del presidente Adolfo López Mateos. En ese momento la CFE, junto con Luz y Fuerza, pasó de controlar el 54% de la industria eléctrica en México.